# Beşiktaş Jimnastik Kulübü (baloncesto)
El Beşiktaş Jimnastik Kulübü, conocido por motivos de patrocinio como Beşiktaş Fibabanka, es un equipo de baloncesto turco que compite en la Türkiye Basketbol Ligi, la primera división del país y en la segunda competición europea, la Eurocup. Tiene su sede en Estambul, y pertenece a la sociedad deportiva Beşiktaş Jimnastik Kulübü, que se formó en 1903. Disputa sus partidos en el BJK Akatlar Arena, también llamado por motivos de patrocinio BJK Integral Arena, con capacidad para 3.200 espectadores.

## Historia
La sección de baloncesto del club se puso en marcha en 1933, desapareciendo en 1936 para regresar en 1940. Su mayor éxito lo consigue en 1975, ganando por primera y única vez el Campeonato Turco. En 1988 descienden a segunda división, pero recuperan su plaza en la primera categoría al año siguiente. en 1997 vuelven a descender, pero debido a los problemas económicos del equipo Yildrimspor, logran mantener la categoría.
En los años recientes, sus mejores resultados los obtuvo en 2005, cuando llegó a la final de la liga, siendo derrotado por el Efes Pilsen, y en 2008, cuando acabó líder de la liga regular, cayendo en semifinales finalmente ante el Türk Telekom B.K..

## Palmarés
- Liga de Turquía:[5]
  - Campeón (2): 1975, 2012
  - Subcampeón (6): 1972, 1976, 1977, 1981, 1982, 2005
- Copa de baloncesto de Turquía:
  - Campeón (1): 2012
  - Subcampeón (3): 1971, 1973, 2011
- Copa del Presidente de Turquía:
  - Campeón (1): 2012
  - Subcampeón (1): 1987
- EuroChallenge:
  - Campeón (1): 2012

## Nombres
- Beşiktaş Cola Turka: 2005-2011
- Beşiktaş Milangaz: 2011-2012
- Beşiktaş Integral Forex: 2013-2015
- Beşiktaş Sompo Japan: 2015-2020
- Beşiktaş Icrypex: 2021–2022
- Beşiktaş Emlakjet: 2022–presente

## Jugadores Célebres
| - Barış Ermiş - Can Akın - Caner Topaloglu - Cüneyt Erden - Cemal Nalga - Cevher Özer - Engin Atsür - Erkan Veyseloğlu - Erman Kunter - Haluk Yıldırım - Hüseyin Beşok - Hüsnü Çakırgil - Kaya Peker - Kerem Tunçeri - Levent Topsakal - Mehmet Yağmur - Muratcan Güler - Nedim Yücel - Oğuz Savaş - Ömer Büyükaycan - Serhat Çetin - Serkan Erdoğan - Semih Erden - Sinan Güler - Tamer Oyguç - Tolga Tekinalp - Tutku Açık - Ufuk Sarıca - - Mithat Demirel - - Andrew Ogilvy - Brad Newley - Brett Maher |  | - - Ratko Varda - Tomislav Ružić - Kimani Ffriend - - Damir Markota - Sandro Nicević - Virginijus Praškevičius - Pops Mensah-Bonsu - Đuro Ostojić - Vladimir Dasic - - Predrag Drobnjak - - William Njoku - Michal Ignerski - Carlos Arroyo - Christian Dalmau - Larry Ayuso - Rick Apodaca - Fedor Likholitov - Gasper Vidmar - Zoran Erceg - Allen Iverson - Deron Williams - Brian Chase - Bud Eley - Donnell Harvey - Ricky Minard - Jo Jo English - Kevin Thompson - Khalid El-Amin - Adam Morrison - Andre Woolridge - Hilton Armstrong |  | - Curtis Jerrells - Daniel Ewing - David Hawkins - Jamel Thomas - James Blackwell - Jimmy Baxter - Lonny Baxter - Marcelus Kemp - Patrick Christopher - Rodney Elliott - Sundiata Gaines - Daniel Ewing - Randal Falker - Bradley Buckman - Mario Austin - Marcus Webb - Marque Perry - Mire Chatman - Brooks Sales - - Colton Iverson - - Kevin Fletcher - - Oliver Lafayette - - Doron Perkins - - Charles Kornegay - - Marcus Faison - - Tyrone Ellis - - Michael Wright - - Preston Shumpert - - Erwin Dudley |

### Dorsales retirados
- #8 Deron Williams, PG, 2011[6]